# Cyprinella eurystoma
Cyprinella eurystoma är en fiskart som först beskrevs av Jordan, 1877.  Cyprinella eurystoma ingår i släktet Cyprinella och familjen karpfiskar. Inga underarter finns listade i Catalogue of Life.